# Agató de Macedònia
Agató (grec antic: Ἀγάθων, llatí: Agathon) va ser un militar fill de Filotes i germà de Parmenió i Asandre de Cària. Aquest darrer era sàtrapa de Cària, i el va donar com a ostatge a Antígon el borni el 313 aC, però fou retornat al cap de pocs dies. Va deixar un fill de nom Asandre com el seu oncle.